# Rue des Consuls

Vista de los comercios tradicionales de la calle.

La Rue des Consuls (en español, Calle de los Cónsules) de Rabat, capital de Marruecos, es una de las calles más antiguas y famosas de la capital. Toma su nombre por haber sido lugar de residencia de embajadores y cónsules durante la República de Salé, y luego bajo el Imperio jerifiano, hasta 1912. Entre los embajadores que vivieron en esta calle, se encuentra el francés Isaac de Razilly.
El lugar se ha convertido hoy en día en un lugar de referencia para la artesanía tradicional, muy transitado tanto por habitantes de la ciudad como por turistas. Allí se encuentran artículos de cuero, carpintería, metales para joyería y alfombras. Cuenta con varias fuentes zellige y fachadas de casas andalusíes. 